# 泰勒·斯皮维
泰勒·斯皮维（英語：Taylor Spivey，1991年4月13日—），美国女子铁人三项运动员，2022年超级联赛冠军系列赛银牌得主、2024年夏季奥林匹克运动会混合接力银牌得主。